# Los Carasucias
Los Carasucias es el apodo que se le dio a un grupo de futbolistas del San Lorenzo de Almagro en 1964 que se caracterizaban por su juventud, buen juego y atrevimiento.

## Historia
Narciso Horacio Doval, Fernando José Areán, Victorio Francisco Casa, Héctor Rodolfo Veira y Roberto Marcelo Telch, cinco jóvenes que nacieron en las inferiores del club y que hicieron carrera con un sello propio dentro de San Lorenzo. Fueron cinco jóvenes que se consolidarón en Primera siendo todavía muy jóvenes se caracterizaban por su desparpajo, atrevimiento y valentía. 
El apodo viene por su enorme juventud. Los niños en la calle siempre juegan al fútbol con la cara sucia y de ahí el nombre. Ellos surgieron en las inferiores del equipo, cuando todos los aficionados se reunían en el Viejo Gasómetro a principios de los años 60. 
En 1964 llegaron a la Primera División de la mano del entrenador José Barreiro. También formaban parte de esa delantera jugadores como Juan Carlos Carotti o Eladio Zarate. 
Los Carasucias dieron paso a Los Matadores, el primer equipo que consiguió ser campeón invicto del fútbol argentino en el profesionalismo, en 1968. De esa alineación formaron parte jugadores como Carlos Buticce, Sergio Villar, Alberto Rendo, Miguel Tojo, José Albrecht, Rodolfo Fischer y Carlos Veglio y dirigidos técnicamente por el entrenador brasileño Elba de Paula, más conocido como "Tim".

## Integrantes ordenados de acuerdo a su debut en primera división

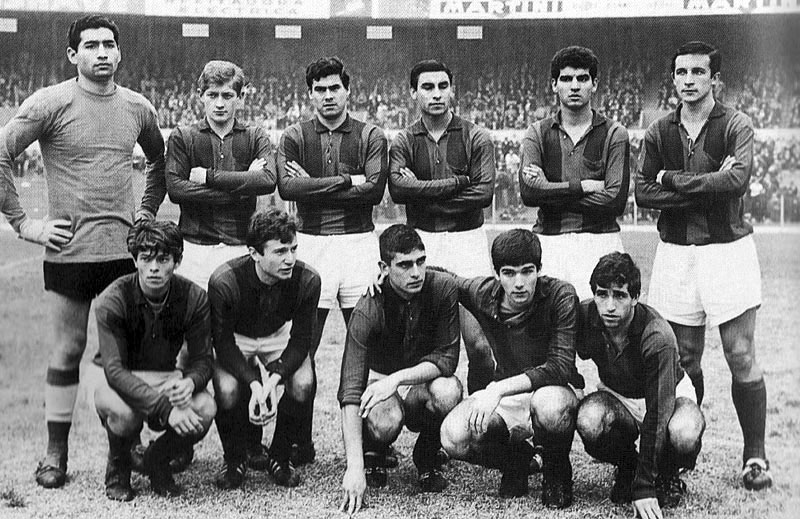
Parados: Irusta, Gramari, Albrecht, Páez, Telch y Magliolo; agachados: Doval, Rendo, Areán, Veira y Casa; (formación de 1965)

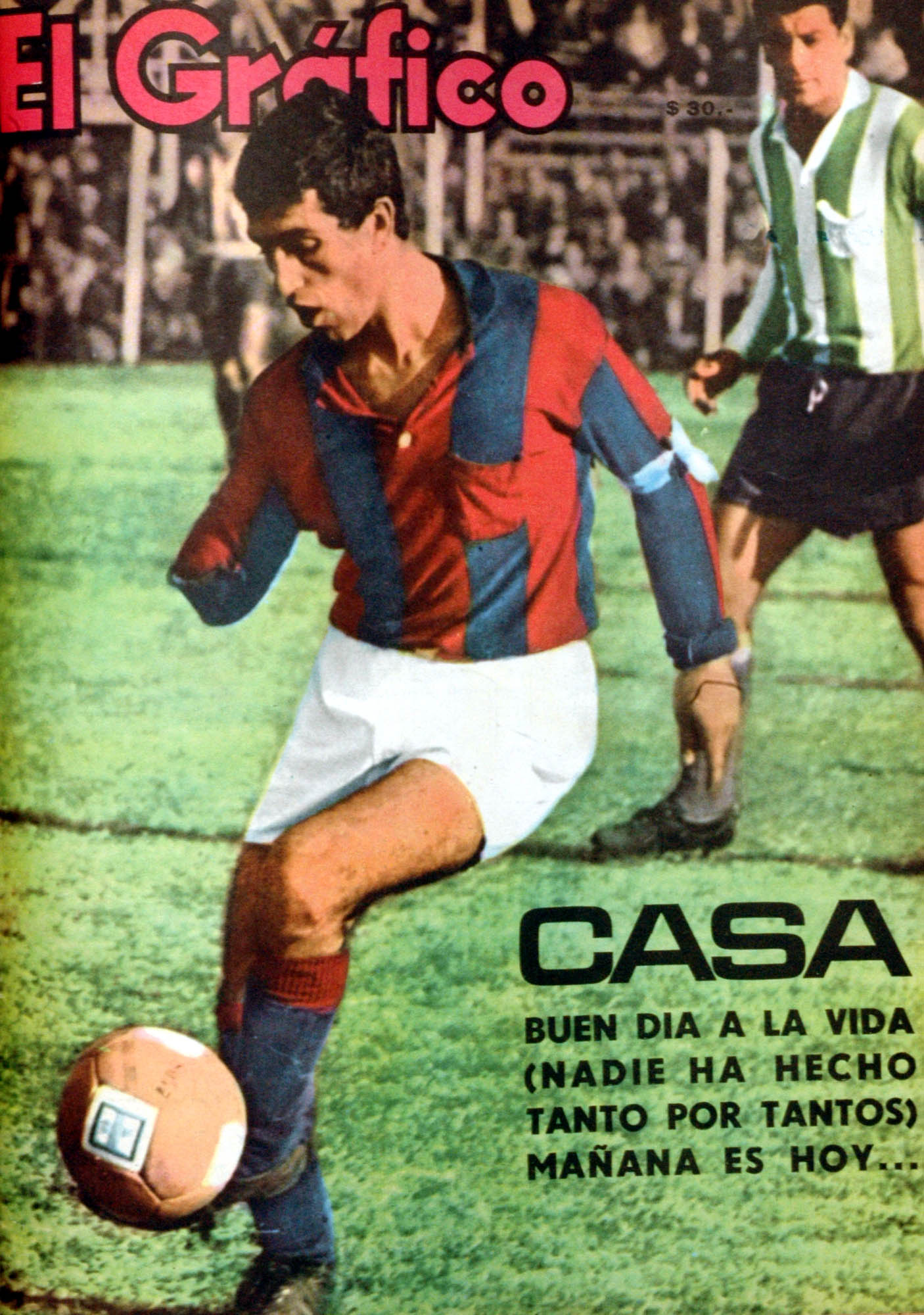

- Victorio Francisco "El Manco" Casa: Puntero izquierdo, debutó en San Lorenzo el 9 de septiembre de 1962, jugó 72 partidos y convirtió 5 goles.
Perdió un brazo cuando, luego de estacionar con su auto en frente de la Escuela de Mecánica de la Armada, un guardia abrió fuego contra él, aunque esto no le prohibió seguir jugando al fútbol.
También jugó en Platense. Después fue a probar suerte a Estados Unidos. Con la Selección Argentina ganó la Copa de las Naciones de 1964.
Falleció en Mar del Plata, en junio de 2013.

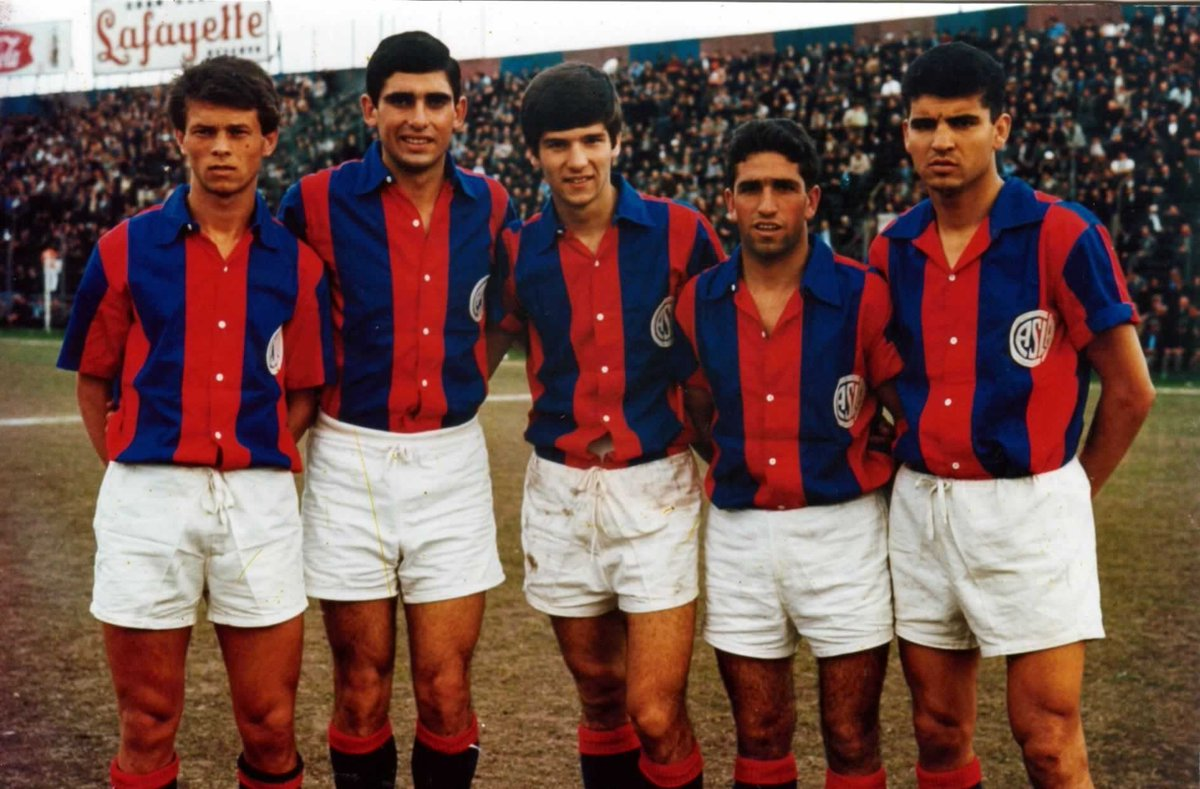
Narciso Horacio "el loco" Doval, Fernando José "el nano" Arean, Héctor Rodolfo "el Bambino" Veira, Victorio Francisco "el manco" Casa y Roberto "el cordero" Telch.

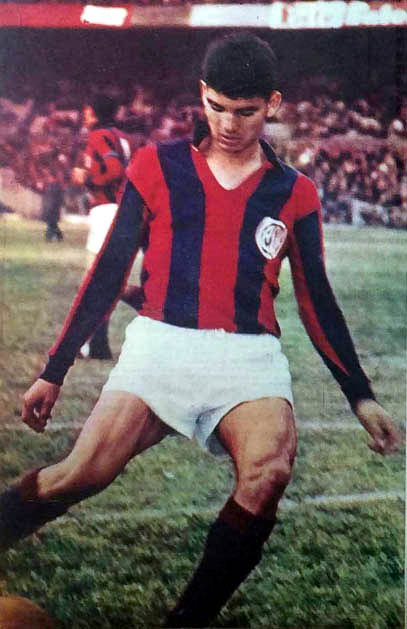

- Roberto "El Oveja" Telch: Volante central, debutó en San Lorenzo el 9 de septiembre de 1962. Al igual que el "Bambino Veira" formó parte de Los Matadores, se consagró cuatro veces campeón de la Primera División de Argentina con San Lorenzo (Metropolitano, 1968 y 1972, Nacional 1972 y 1974). Integró además el plantel de la Selección de fútbol de Argentina que disputó la Copa Mundial de 1974. Es el segundo jugador con más partidos en la historia de San Lorenzo, 440 partidos y 25 goles. Tras su alejamiento de San Lorenzo, jugó en Unión y en Colón de Santa Fe.
Falleció el  12 de octubre de 2014.

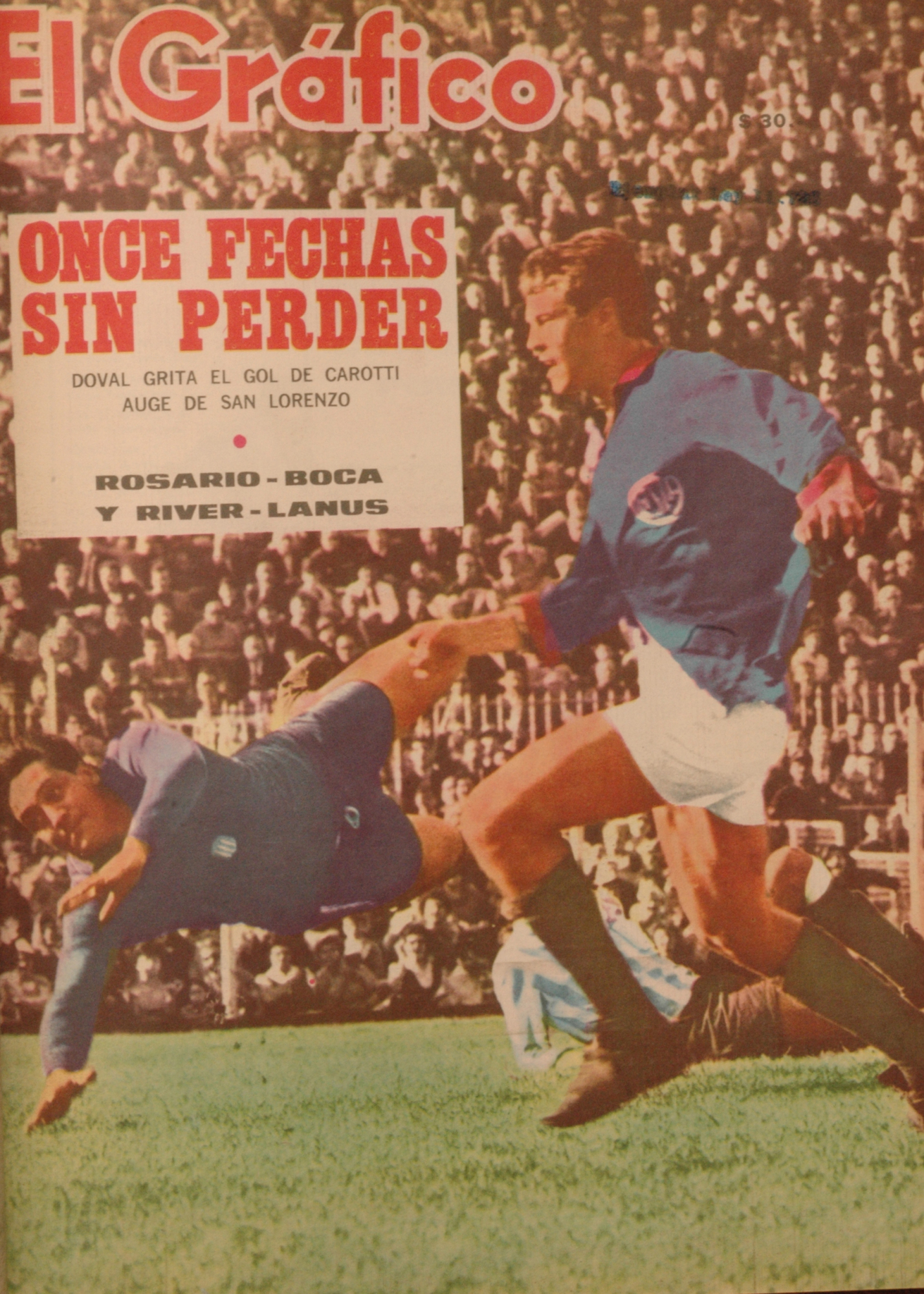

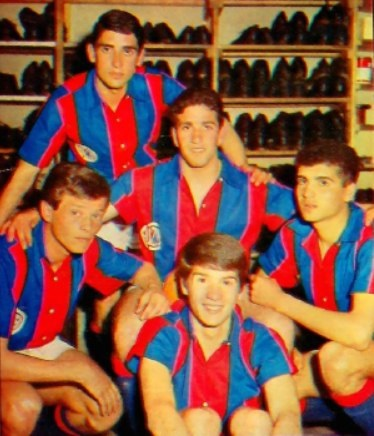
Areán, Doval, Casa, Telch y Veira

- Narciso Horacio "El Loco" Doval: Puntero Derecho, debutó en San Lorenzo el 11 de noviembre de 1962, jugó 116 partidos y convirtió 44 goles.
 También jugó en Brasil en Flamengo y Fluminense.
Murió con tan sólo 47 años a la salida de la discoteca New York City de un paro al corazón en octubre de 1991.

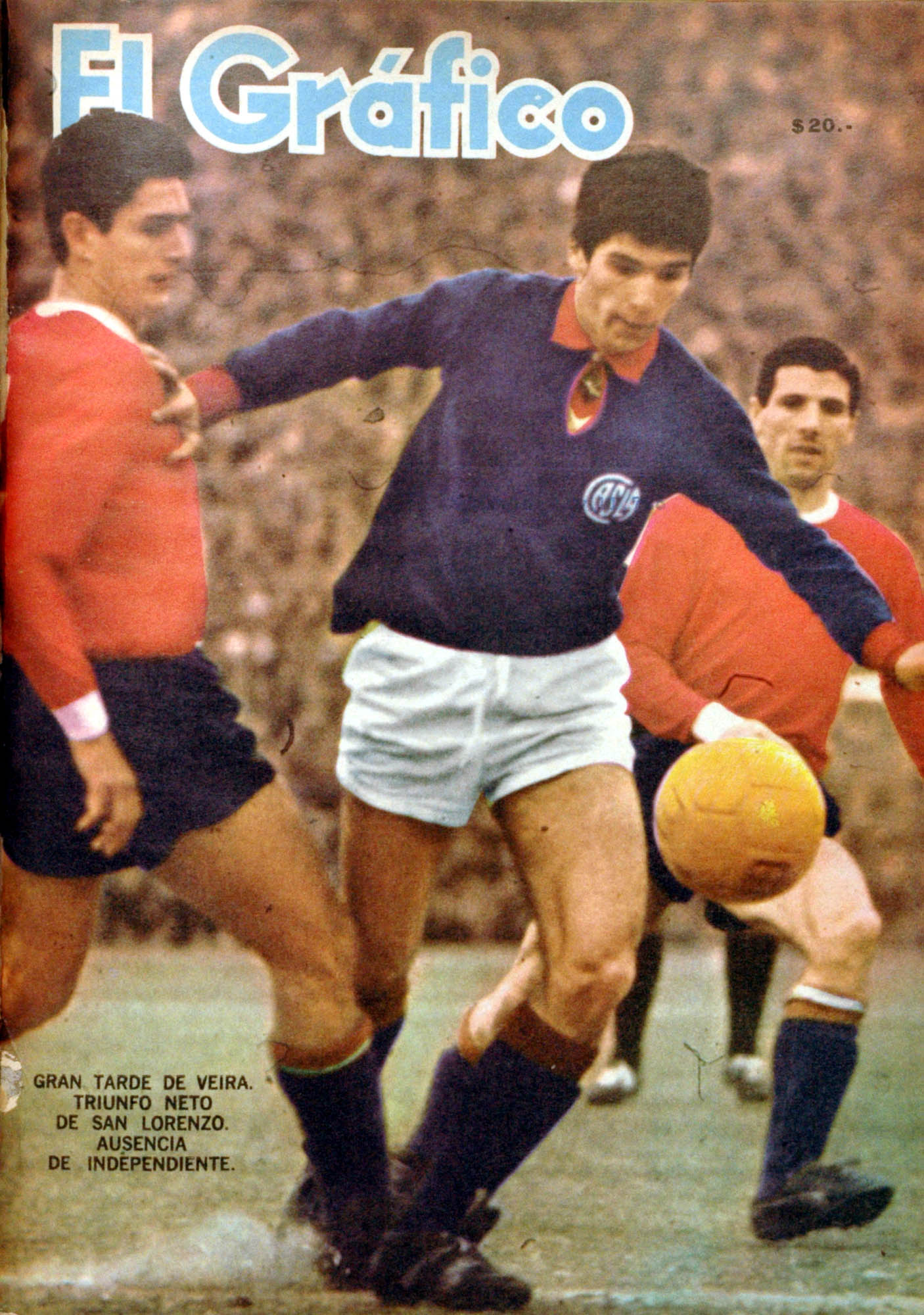

- Héctor Rodolfo "El Bambino" Veira: Volante izquierdo, debutó en San Lorenzo el 3 de noviembre de 1963, jugador hábil y explosivo, pero poco profesional.
Es uno de los máximos ídolos de San Lorenzo, formó parte de Los Matadores, obtuvo un campeonato nacional como jugador, (Metropolitano 1968) y como director técnico el Clausura 1995. Jugó en San Lorenzo 132 partidos y convirtió 71 goles.
En Argentina, también jugó en Huracán y en Banfield; y en el exterior, en México, España, Brasil, Chile y Bolivia.

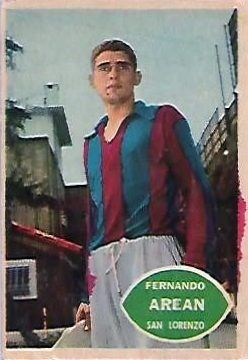

- Fernando José "Nano" Areán: Centrodelantero, Solía jugar más abajo y distribuir el juego como un media punta, debutó en San Lorenzo el 26 de julio de 1964, jugó 45 partidos y convirtió 10 goles.
Fue director técnico de San Lorenzo entre 1991 y 1992.
Falleció el 3 de julio de 2011, en el momento de su fallecimiento se desempeñaba en San Lorenzo en las tareas de búsqueda de futbolistas juveniles.